# Sadhguru
 (septembre 2018).
Jaggi Vasudev (tamoul : சத்குரு ஜக்கி வாசுதேவ் hindi : सदगुरु जग्गी वासुदेव), mieux connu sous le nom Sadhguru, est un guru mystique indien, maître yogi et fondateur de la Fondation Isha, une organisation sans but lucratif de yoga. Il est un guide spirituel qui compte des millions d'adeptes à travers le monde.

## Biographie

### Jeunesse
Jaggi Vasudev alias Sadhguru naît le 3 septembre 1957 dans une famille parlant le télougou dans la ville de Mysore au Karnataka en Inde. Son père était ophtalmologue au service de la compagnie ferroviaire d'État Indian Railways. À partir de l'âge de 11 ans, Vasudev commence la pratique du yoga sous la forme d'asanas et de pranayama sous la tutelle de Raghvendra Rao, mieux connu sous le nom de Malladihalli Swami. Il possède un diplôme en littérature anglophone de l'université de Mysore.

### Famille

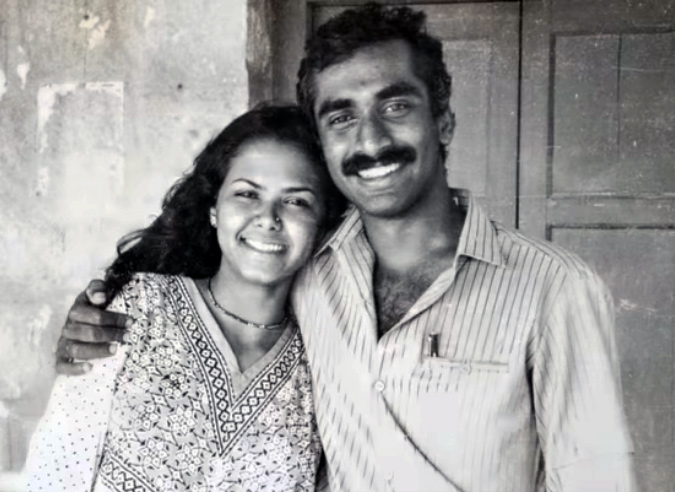
Jaggi Vasudev et sa femme Vijaya Kumari.

Jaggi Vasudev (Sadhguru) a été marié à Vijaya Kumari, une employée de banque, décédée en 1997. Ils ont eu une fille, Radhe, née en 1990, qui est danseuse classique de Bharata natyam.

## Fondation Isha
En 1992, Sadhguru fonde la Fondation Isha (Isha Foundation), un organisme international non religieux, sans but lucratif, géré par des volontaires. Son siège, le Isha Yoga Center, est situé près de la ville de Coimbatore et propose la pratique du yoga.
En 2017, la statue d'Adiyogi dans le Isha Yoga Center près de Coimbatore, gagne le Guinness World Record comme étant le buste le plus haut du monde.

## Action sociale
Sadhguru a initié plusieurs projets dans sa communauté et plus largement dans l'Inde, comme l'initiative de scolarisation Isha Vidhya, le programme Action for Rural Rejuvenation, le Project Green Hands, Rally for Rivers, Youth and Truth et Cauvery Calling.
En 2006, le Project Green Hands reçoit le Guinness World Record pour avoir planté un nombre record d'arbres (852,587) en un seul jour. Le projet rapporte avoir planté 35 millions d'arbres depuis ses débuts en 2004.
En 2022, Sadhguru a lancé le mouvement Conscious Planet - Save Soil pour sensibiliser le monde à la menace d'extinction des sols et de désertification.
Une peinture de Sadhguru a été vendue pour 41 400 000 roupies (plus de 540 000 dollars) dans le but de financer la campagne #BeatTheVirus lancée par la Fondation Isha qui aide les 200 000 habitants des villages de Thondamuthur à faire face au virus. 700 volontaires de la Fondation Isha distribuent des repas à ces villages et soutiennent l'administration locale en fournissant notamment des équipements de protection aux travailleurs en première ligne.
D'après Vice, la fondation Isha est accusée en Inde de spoliation de terre, d'exploitation humaine et de destruction de la forêt.

## Positions politiques
Plusieurs commentateurs ont mis en avant les points communs qui lient la pensée de Sadhguru au parti nationaliste hindou, le Bharatiya Janata Party (BJP),, lesquels auraient contribué à nourrir l'hostilité envers les personnes de confession musulmane.
Sadhguru est régulièrement invité à la tribune de forums (Davos, les conférences TED) et d'universités (Harvard, MIT, London Business School) pour des discours.
En 2017, au point culminant de la campagne Rally For Rivers, Sadhguru a présenté une recommandation politique au Premier ministre Narendra Modi pour servir de plan directeur pour tous les fleuves tropicaux. Plus tard dans l'année, Modi a collaboré avec des groupes de réflexion et des ministères pour élaborer le Programme d'action, une suggestion de politique officielle basée sur la recommandation de Rally for River, qui a été envoyée à tous les gouvernements des États indiens.
En 2017, Sadhguru reçoit le Padma Vibushan, la seconde distinction la plus haute accordée par le gouvernement de l'Inde.
Sadhguru défend en 2020 la loi de citoyenneté, fortement décriée pour son caractère anti-musulman, présentée par le premier ministre nationaliste Narendra Modi. Célébrant l'éthos spirituel qui jadis a caracterisé le subcontinent, il estime par ailleurs que l’Inde devrait se renommer « Bharat », du nom que le territoire portait lorsqu’il s’étirait de l’Afghanistan à la Birmanie en passant par le Pakistan, le Népal, le Bangladesh et le Sri Lanka ; l'idée est depuis longtemps défendue par l’Organisation des volontaires nationaux (Rashtriya Swayamsevak Sangh, RSS), une milice suprémaciste hindoue.
D'après la journaliste Lina Sankari « hors des frontières indiennes, le gourou nationaliste n’a pas seulement acquis sa popularité auprès des grands patrons. Très influent parmi la diaspora, le prédicateur est régulièrement invité à l’étranger. Derrière ses conseils en apparence humanistes et pacifistes, un pensum d’intolérance ».

## Critiques de scientifiques
Jaggi Vasudev est aussi critiqué pour sa promotion de pratiques non vérifiées par la démarche scientifique jusque dans certaines universités indiennes,. Il défend la théorie, non prouvée, que la nourriture, quand elle est préparée durant une éclipse lunaire, détruit les énergies vitales de l'être humain. Il alimente de nombreux préjugés sur la maladie mentale, en particulier l'épisode dépressif majeur, tout en s'opposant à l'interdiction de l'utilisation du mercure dans la médecine traditionnelle indienne malgré la toxicité de la substance. Son enseignement sur le boson de Higgs ainsi que sur les bénéfices du vibhuti, la cendre sacrée récupérée après certains rituels hindous et dont certains prêtres s'enduisent le corps, ont été rejetés comme non scientifiques,.

## Publications
En 2017, son livre Inner Engineering: A Yogi's Guide to Joy (en) devient un New York Times Bestseller. Traduit en français sous le titre : La transformation intérieure, un grand maître yogi nous enseigne l'art de la joie.